# 莫茨金村

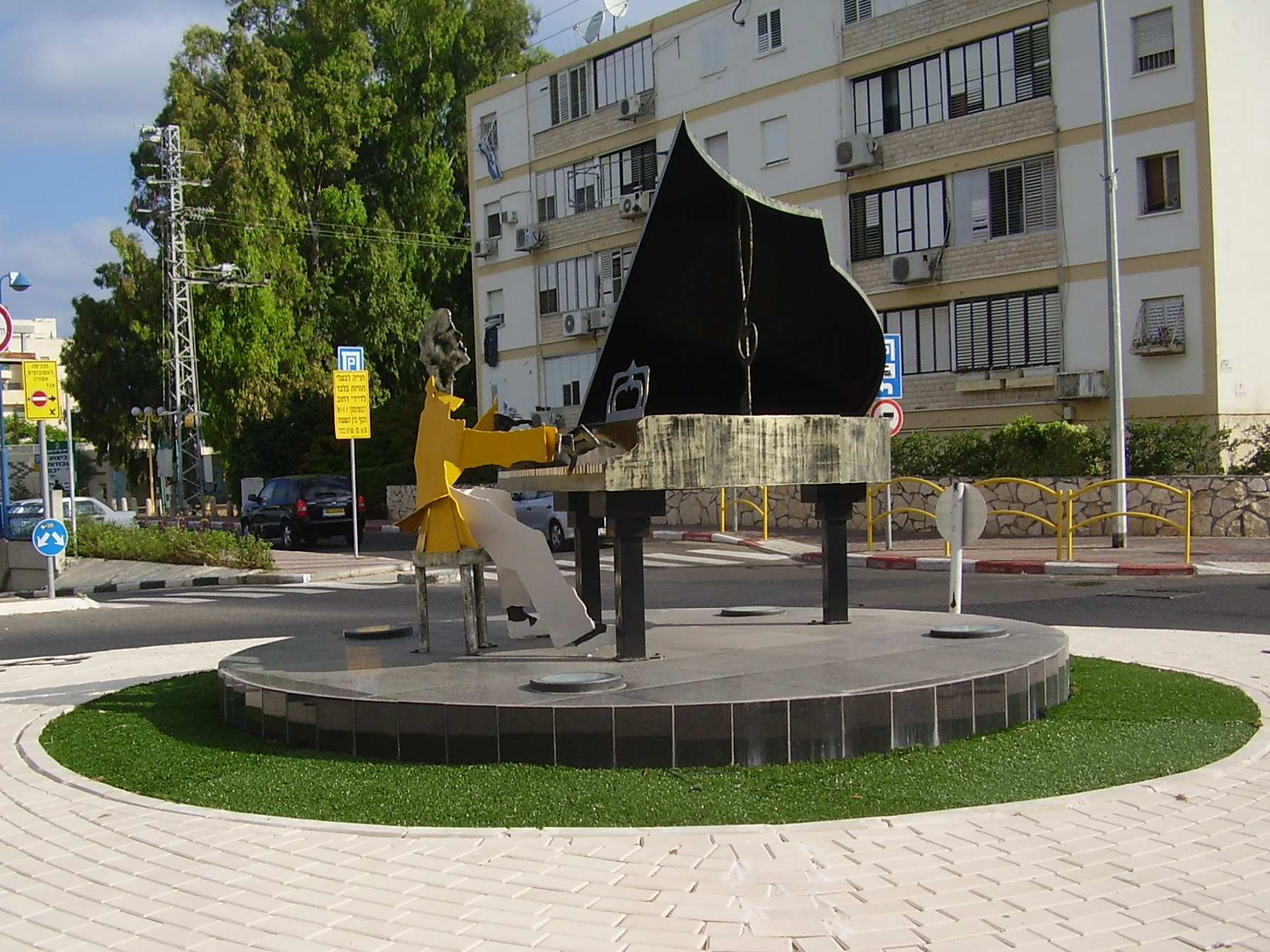

莫茨金村是以色列的城市，位於該國西北部，距離首府海法8公里，由海法區負責管轄，始建於1934年，面積3.1平方公里，2007年人口39,600，人口密度每平方公里12,774人。

## 外部連結
- Official website （页面存档备份，存于）
- Satellite Image from Google Maps